# سوسکیان شاخ‌گوزنی
سوسکیان شاخ‌گوزنی (به لاتین: Lucaninae) بزرگ‌ترین زیرخانواده از سوسکان گوزنی (Lucanidae) را تشکیل می‌دهد.
ویژگی‌های برجسته شامل تقسیم جزئی تا کامل چشم‌ها توسط یک کانتوس، شاخک‌های ژنیکوله و کوکسای کاملاً جدا شده‌است. بدن به‌طور معمول کشیده و کمی صاف است.